# 易北愛樂廳
易北愛樂廳（Elbphilharmonie）是一座位于德国汉堡的音乐厅，是北德广播易北爱乐乐团的驻地。建筑是建设中的汉堡港城的一部分，位于仓库城的最西端，高达110米，是汉堡最高的居住建筑。音乐厅的一至七层使用了港口仓库A（Kaispeicher A）的37米高的基座。港口仓库A曾经用于存贮可可、茶及烟草。音乐厅除了面向音乐厅听众和酒店住户外，也向其他所有人开放。
音乐厅建筑内有三个音乐厅，采用世界上最为先进的声乐技术。建筑另外还用作酒店，住宅和餐厅。

## 历史
音乐厅于2007年4月开工，由建筑服务公司豪赫蒂夫（Hochtief）负责。工程的建筑初步设计及高层建筑设计是由位于瑞士巴塞尔的建筑工作室赫爾佐格和德梅隆（Herzog & de Meuron）完成。此工程正式的业主是易北爱乐汉堡建筑两合公司，此公司的有限责任股东及主要出资者是汉堡市。由于实际成本远远高出计划成本，加上工期的多次延迟，使得此项目曾被看做丑闻工程。在此项目初步预算阶段，计划7,700万欧元将由汉堡市承担。当2007年签订合同时，此部分款项已经提高到11,400万欧元。在经过多次谈判协商之后，汉堡市政府与总承包公司豪赫蒂夫于2012年12月将最终净项目款定为57,500万欧元（包括设计款）。2016年底以近80,000万欧元完成。
2013年4月23日，汉堡市市长奥拉夫·绍尔茨公布，此项目最终将花费纳税人7.89亿欧元。易北音乐厅最初定于2010年完工，完工时间曾被多次推迟。经过三年的建设之后于2010年5月举行了封顶庆典。根据在2013年6月公布的工程进度计划，此项目的验收将于2016年10月31日举行。音乐厅在2016年11月4日举行了开幕庆典，并于2016年11月29日上午11点正式向公众开放。2017年1月11日下午6點舉行開幕典禮，並於NDR電視頻道、NDR文化廣播頻道、facebook與youtube進行開幕音樂會直播。

## 圖片

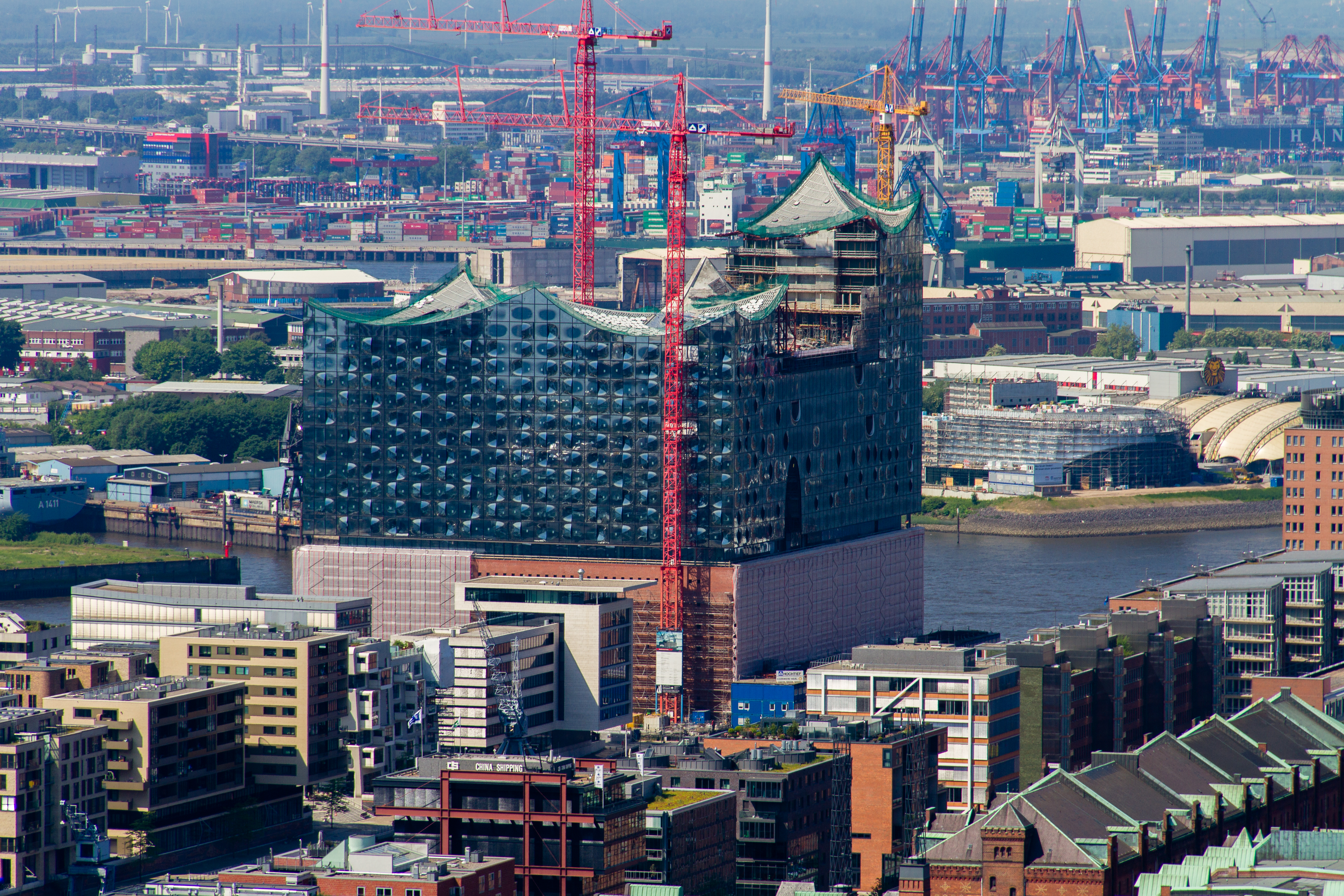
2013年6月
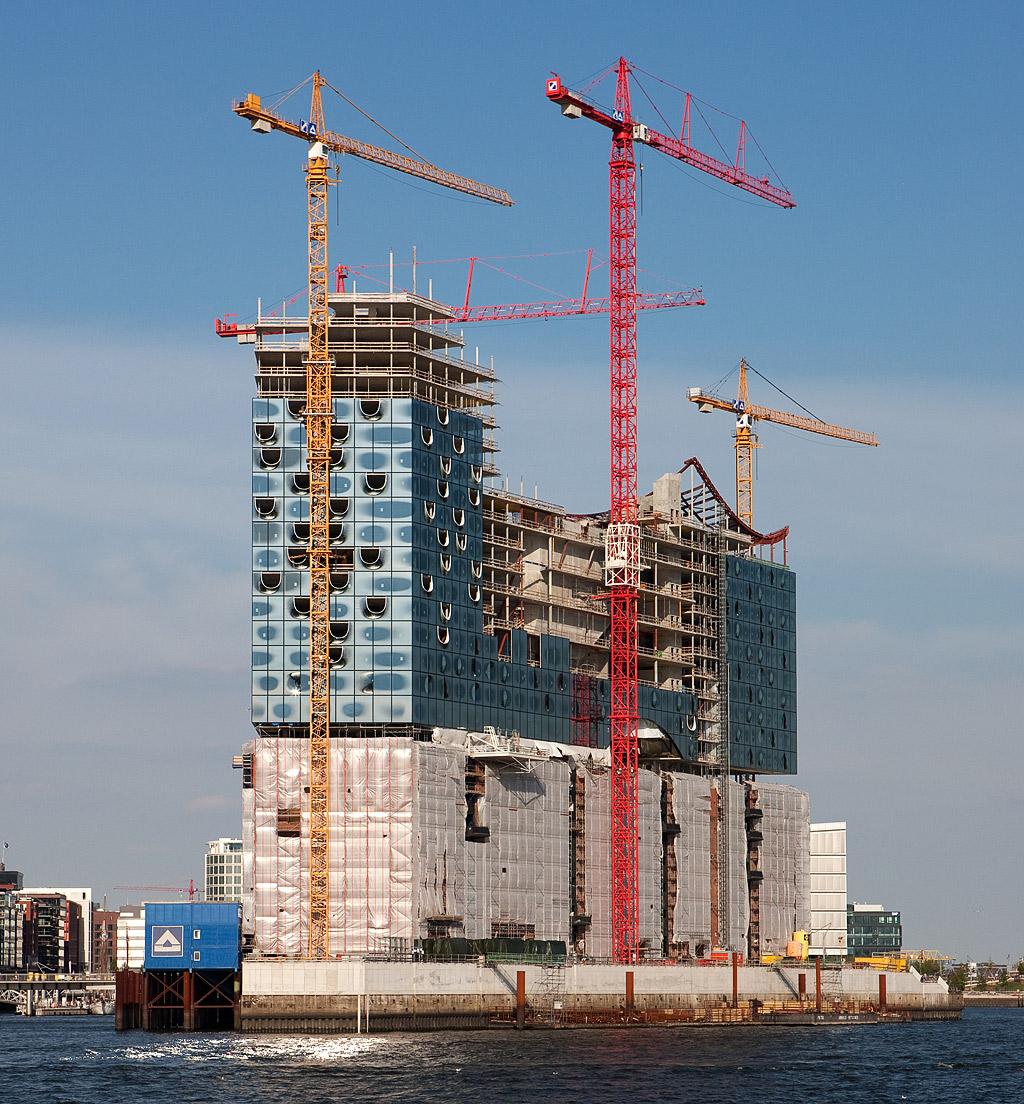
2010年8月
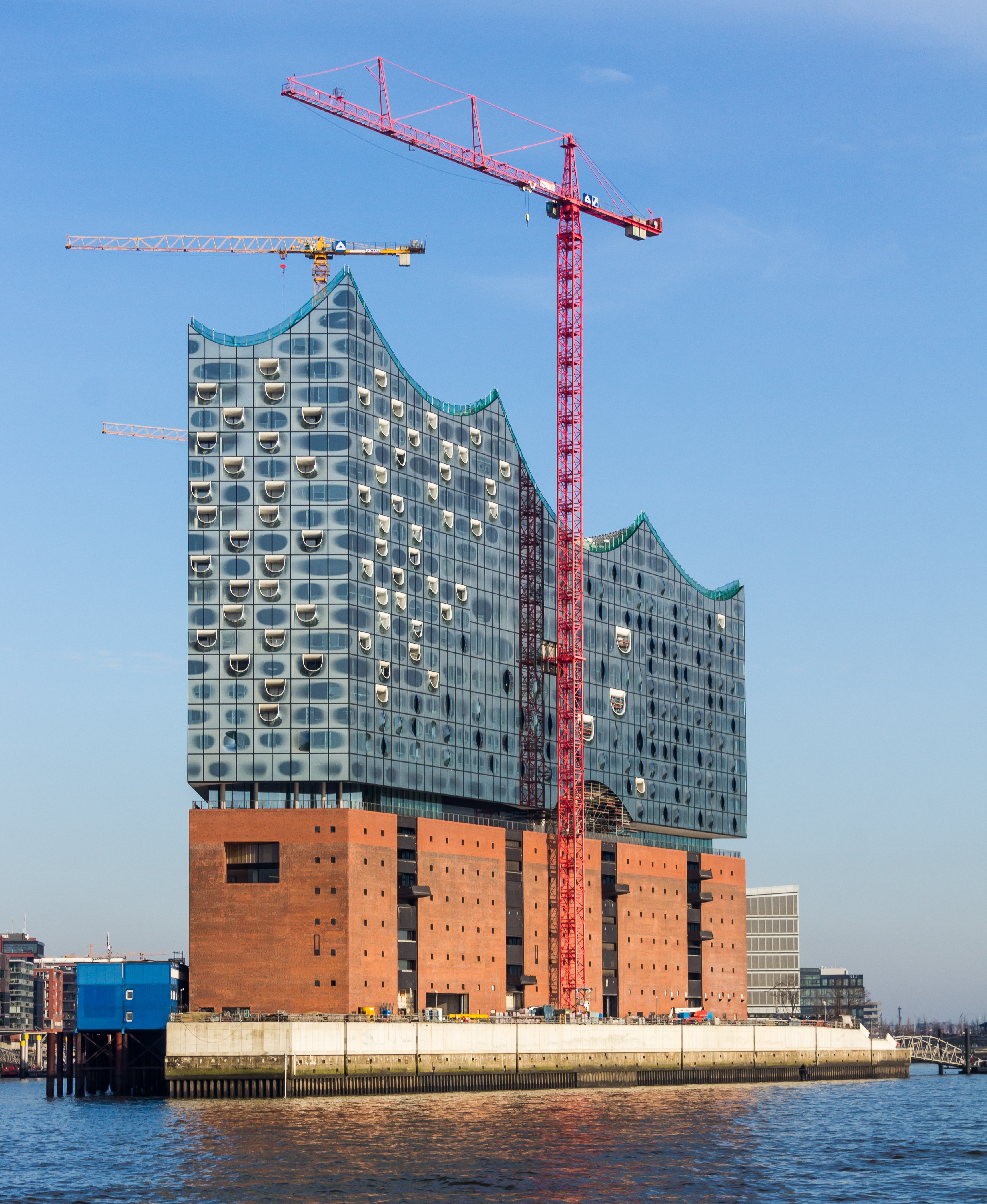
2015年

## 外部連結
- 维基共享资源上的相關多媒體資源：易北愛樂廳
- 官方网站